# Kepler-1625b I
Kepler-1625b I, una possible satèl·lit natural de l'exoplaneta Kepler-1625b, pot ser la primera exolluna descoberta (pendent de confirmació), i es va indicar per primera vegada després d'observacions preliminars del telescopi espacial Kepler. Una campanya d'observació més exhaustiva del Telescopi Espacial Hubble va tenir lloc a l'octubre de 2017, que finalment va conduir a un article de descobriment publicat a Science Advances a principis d'octubre de 2018. Els estudis relacionats amb el descobriment d'aquest satèl·lit suggereixen que l'exoplaneta amfitrió té una mida de diverses masses de Júpiter i es creu que el satèl·lit és aproximadament la massa de Neptú. Com diversos satèl·lits del Sistema solar, la gran exolluna teòricament seria capaç d'allotjar la seva pròpia lluna, anomenada subsatèl·lit, en una òrbita estable, encara que no s'ha trobat cap evidència d'aquest subsatèl·lit.

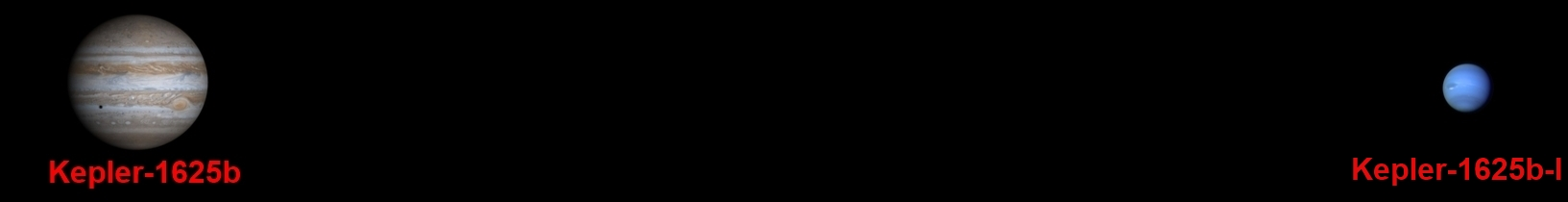
Mida relativa i distància de Kepler-1625b i la see satèl·litKepler-1625b-I, que empra imatges de Júpiter i Neptú

## Estudis i observacions
L'article original presentava dues línies d'evidència independents per a l'exolluna, una variació de temps de trànsit que indicava un satèl·lit amb la massa de Neptú i una caiguda fotomètrica que indicava un satèl·lit de radi de Neptú. Una nova anàlisi independent de les observacions publicades el febrer de 2019 va recuperar ambdós, però va suggerir que un Júpiter calent inclinat i amagat també podria ser el responsable, cosa que es podria provar amb observacions futures de velocitat radial de l'espectroscòpia Doppler. Un tercer estudi que va analitzar aquest conjunt de dades va recuperar la signatura de la variació del temps de trànsit però no la caiguda fotomètrica i, per tant, va qüestionar la hipòtesi de l'exolluna. L'equip de descobriment original va abordar més tard aquest article, va trobar que la seva re-reducció presenta una sistemàtica més alta que pot explicar les seves conclusions diferents.